# オオズクワガタ属
オオズクワガタ属（おおずくわがたぞく、Macrocrates）は、昆虫綱甲虫目クワガタムシ科に属する分類群。

## 特徴
南米のブラジルの南方に生息するクワガタムシ類で、体全体の内でも頭部が大きく発達する、蟻を大きく化かしたような姿身の3cmほどの小型のクワガタ。現在までに4種が知られる。稀少なクワガタムシであるため、研究はあまり進んでいない。
触角が長いことや、頭楯の形などからアフリカのメンガタクワガタ属に似ていると云われることもある。

## 生態
一般的なクワガタムシ類とは異なり、昼間に湿地帯の草原で高さ1ｍを飛んでいる姿が観察されている。
2月から3月の短い期間に、活動が観察されている。

## 種類
ブケファルスオオズクワガタ -  Macrocrates bucephalus
オオズクワガタ属の基準種。オスの大アゴは直線的に伸びる。メスは4種ともに判別はとても難しい。色の変化が少ないメラニック型と、上翅が黄白色のイエロー型の存在が確認されている。パラナ州と、サンタカタリナ州南部、リオグランデドスル州に分布し、分布域南北いずれの産地からもメラニック型とイエロー型が確認されている。ただし北部ではイエロー型が多く、南部ではメラニック型が多く、同様に体表の光沢や交尾器の大きさなどにも地域的な傾向がある。
アウストラリスオオズクワガタ -  Macrocrates australis
オオズクワガタの仲間では最も有名な種で、大アゴは基部の特徴的な内突起付近で下方に湾曲し、頭部の頭楯にヘコみ、胸に括れがあるので判別は容易である。殆どがメラニック型だが、イエロー型も存在する。サンタカタリナ州とパラナ州の境界付近で、沿岸部に近い場所に分布している。
インヴェニレウスオオズクワガタ -  Macrocrates invenireus
大アゴの先端から1/3の位置に特徴的な一対の突起を備える。1847年にBurmeisterがMacrocrates bucephalusと記述したものをParryが1864年の文献で示した図に似る。リオグランデドスル州に分布するとされる。
ギャラントルムオオズクワガタ -  Macrocrates galantorum
アウストラリスオオズクワガタに似るが、大アゴは扁平で、先端から2/3の位置に特徴的な一対の突起を備え、鋸刃状になっている。ベルギー王立自然史博物館に所蔵されていた約100年前のオオズクワガタの標本群を元に種を認められた。種記載の3年後にあたる2015年に再発見され、また、本種にもブケファルスオオズクワガタと同様に色の変化が少ないメラニック型と、上翅が黄白色のイエロー型の存在が確認されている。サンタカタリナ州南部でブケファルスオオズクワガタと混生する。交尾器は特異的なプロポーションになる。